# Claude Gautherot
Pour les articles homonymes, voir Gautherot.
Pierre-Claude Gautherot, ou Claude Gautherot, est un peintre et sculpteur français né en 1769 à Paris et mort dans la même ville le 22 juillet 1825.

## Biographie

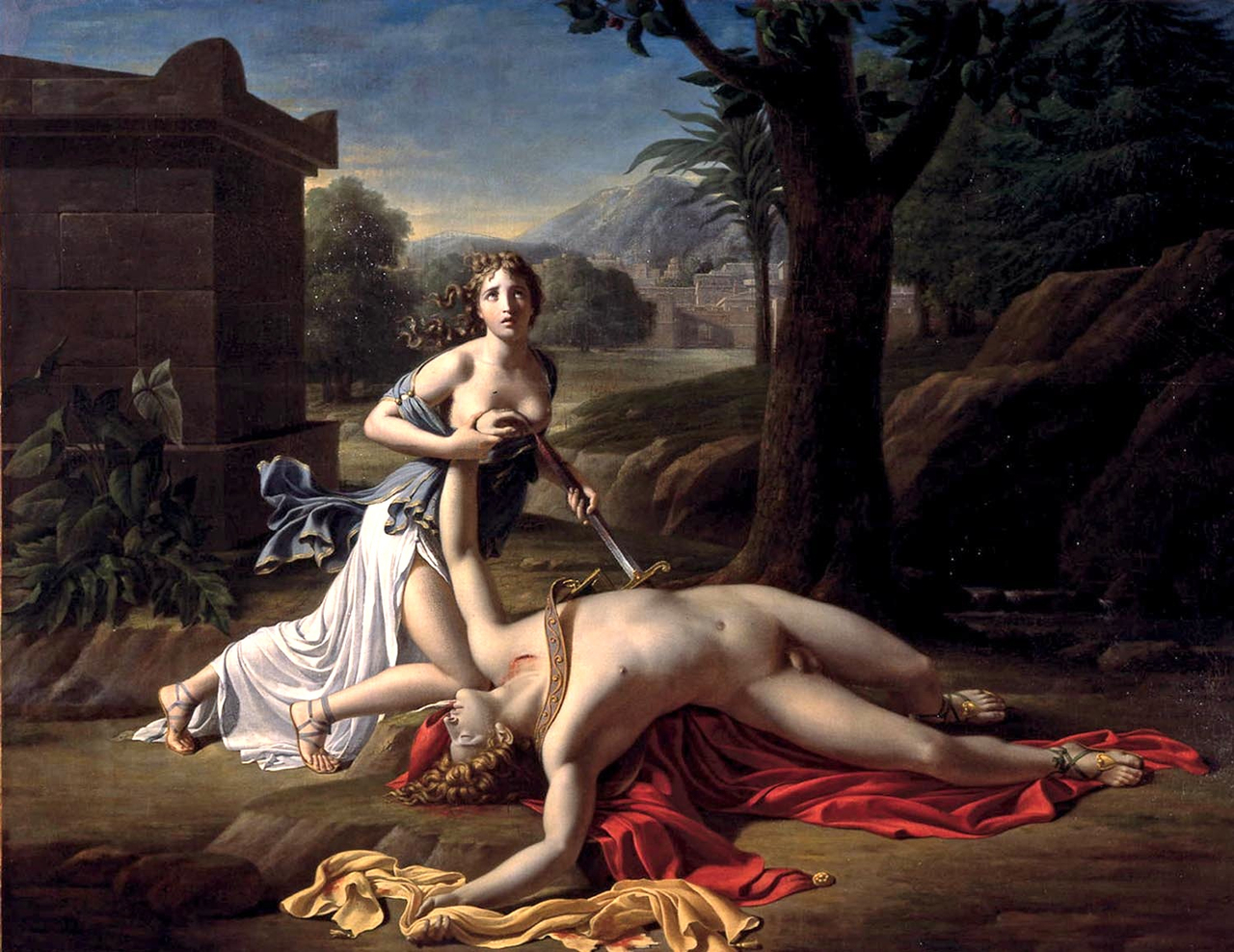
Pyrame et Thisbé (1799), musée d'Art et d'Histoire de Melun.

Claude Gautherot étudie la sculpture avec son père Claude Gautherot (1729-1802), avec qui il a souvent été confondu. Tout au long de sa vie, il est connu à la fois comme Pierre et Claude, signant son travail uniquement avec son nom de famille. Il se spécialise d'abord dans les bustes de personnalités comme Voltaire d'après Nicolas de Largillierre, Anne-Robert-Jacques Turgot d'après Joseph Ducreux et Jean-Sylvain Bailly. Il entre dans l'atelier de Jacques-Louis David en 1787 et, sous le patronage du maître, qui était devenu son ami, il ouvre une école qui a révélé d'excellents élèves. Son œuvre la plus connue est Napoléon haranguant ses troupes sur le pont du Lech à Augsbourg..
À son décès le 22 juillet 1825, il est dit âgé de 59 ans.

## Œuvres
- Melun, musée d'Art et d'Histoire : Pyrame et Thisbée, Salon de 1799, 225 × 291 cm.
- Versailles, musée de l'Histoire de France :
  - Napoléon harangue le 2e corps de la Grande-Armée sur le pont de Lech à Augsbourg, 1808[8],[9] ;
  - Napoléon blessé à Ratisbonne, 1810. Commandé par Napoléon Ier pour la galerie de Diane au palais des Tuileries à Paris en 1806[Note 1] ;
  - Jean Étienne Marie, comte Portalis, ministre des Cultes de 1804 à 1807, 1806 ;
  - Louis-Nicolas Davout, duc d'Auerstaedt, prince d'Eckmühl, maréchal de France, copie  réalisée vers 1852 par Tito Marzocchi de Belluci, l'original ayant disparu lors de l'incendie des Tuileries en 1871 [10]

Œuvres de Claude Gautherot
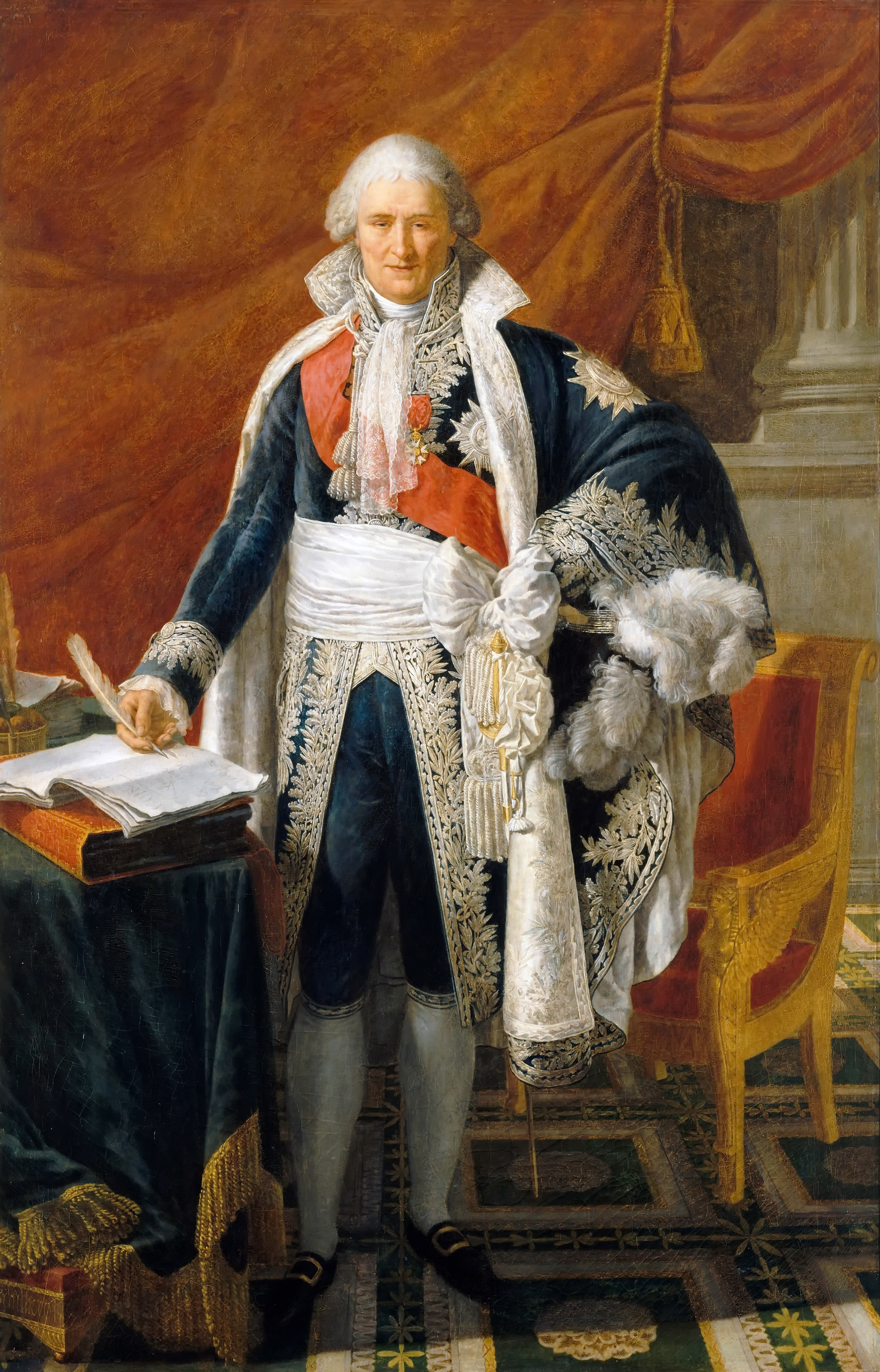
Jean Étienne Marie, comte Portalis, ministre des Cultes de 1804 à 1807 (1806), Versailles, musée de l'Histoire de France.
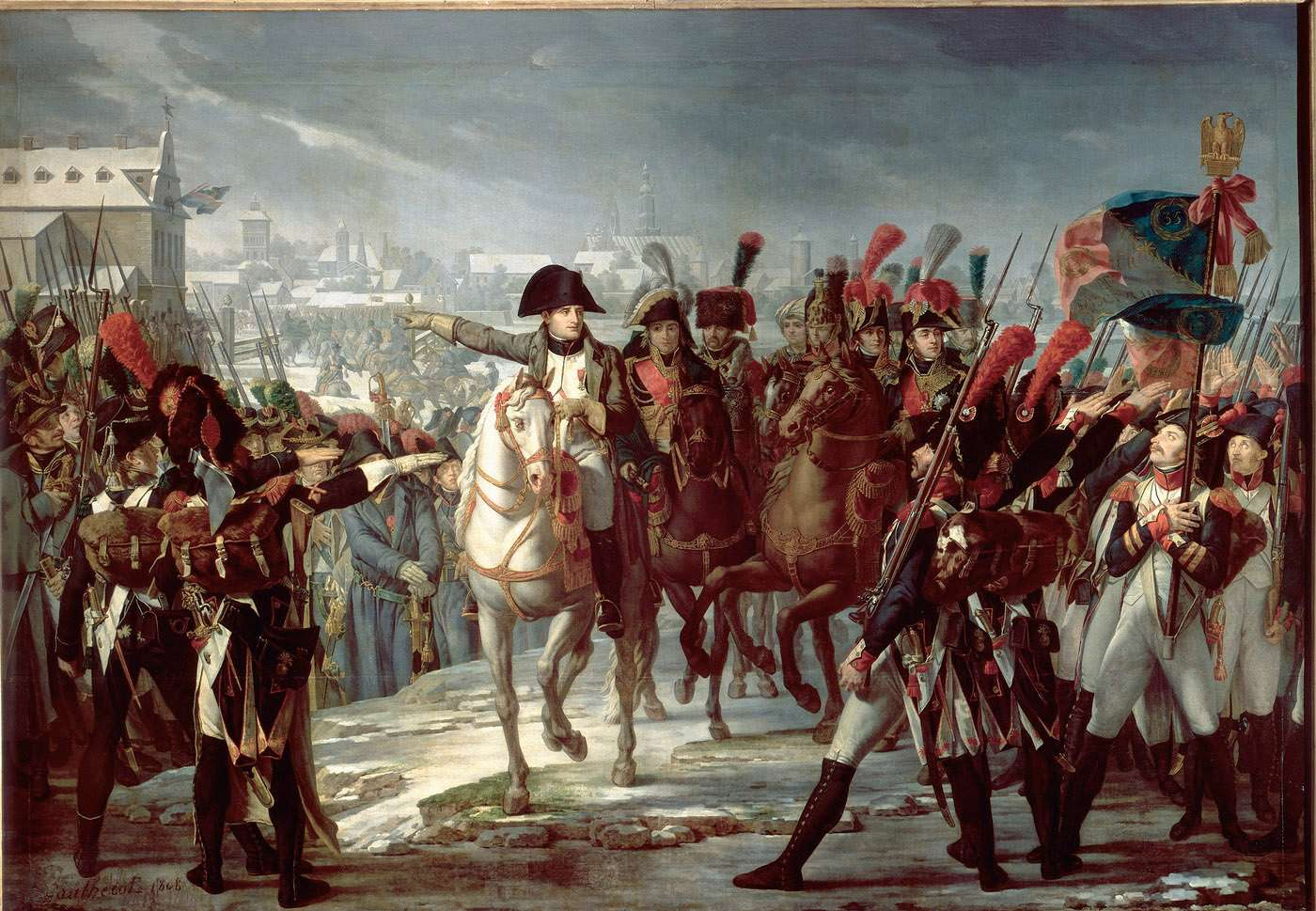
Napoléon harangue le 2e corps de la Grande-Armée sur le pont de Lech à Augsbourg (1808), Versailles, musée de l'Histoire de France.
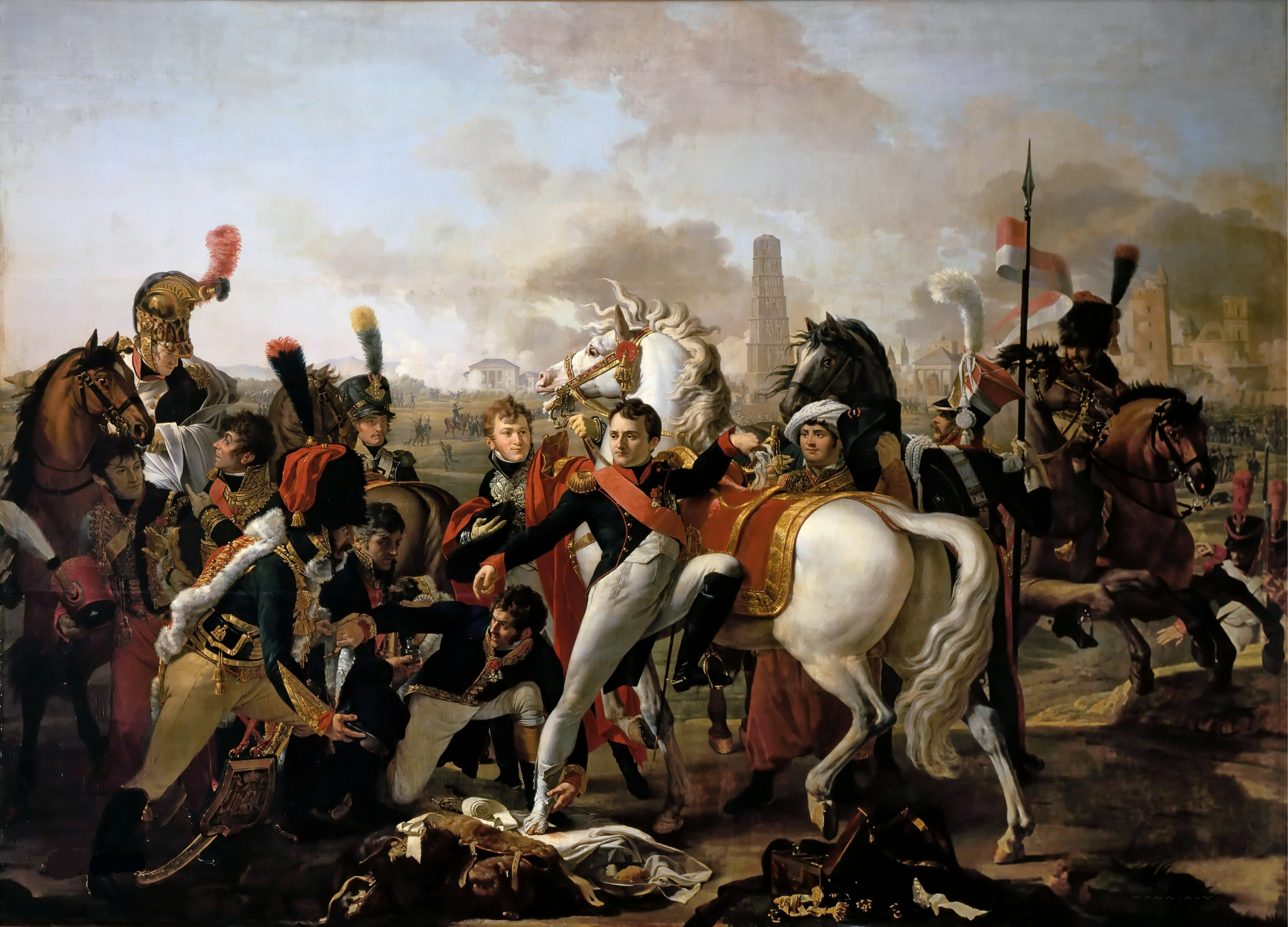
Napoléon blessé à Ratisbonne (1810), Versailles, musée de l'Histoire de France.
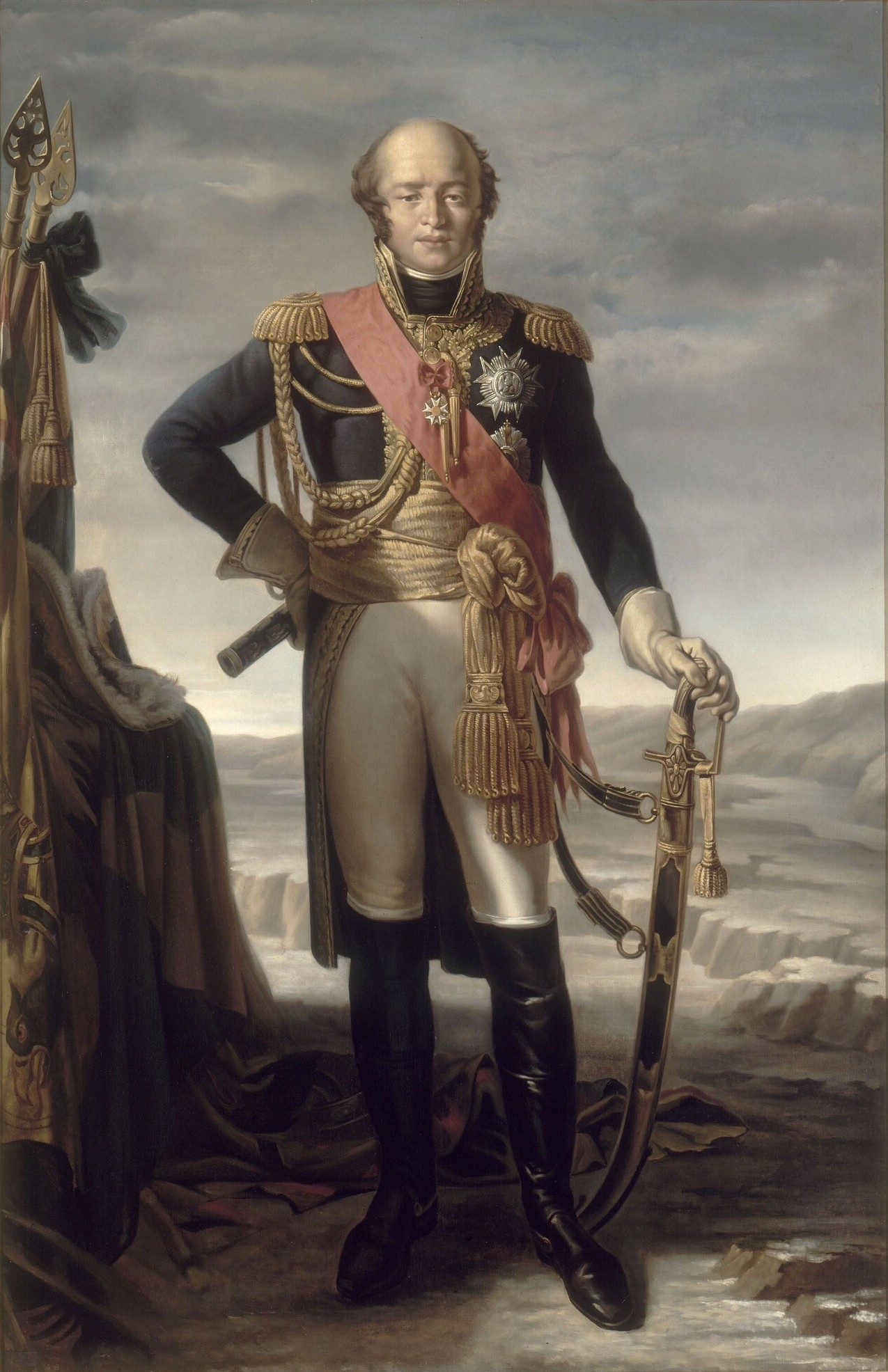
Louis-Nicolas Davout, duc d'Auerstaedt, prince d'Eckmühl, maréchal de France (vers 1852), Versailles, musée de l'Histoire de France.